# Réforme Debré-Haberer
La réforme Debré-Haberer est une politique économique de la présidence de Charles de Gaulle qui a libéralisé le système bancaire français. Menée par Michel Debré et Jean-Yves Haberer en 1966, son objectif était d'améliorer la collecte de l'épargne française et d'augmenter la capacité de financement des entreprises françaises par les banques.

## Contexte
Le projet de réforme Debré-Haberer est le fruit d'un contexte difficile pour la majorité gaulliste et l'économie française. D'une part, la dynamique gaulliste s’essouffle ; d'autre part, le plan de stabilisation de 1965 a contribué à une récession économique. La France doit aussi se préparer à l'entrée dans le marché commun européen. Il s'agit enfin de pallier les carences en investissement des banques dans les entreprises françaises.
Michel Debré fixe à son cabinet des objectifs financiers précis, parmi lesquels harmoniser le système bancaire français sur les meilleures pratiques étrangères et améliorer le financement des investissements dans les entreprises. La conduite pratique de la réforme est confiée à son conseiller économique, Jean-Yves Haberer.
La réforme Debré-Haberer est mise en place entre 1966 et 1967 par des décrets et des ordonnances pris par le ministre de l’Économie Michel Debré. 

## Dispositions

### Déspécialisation bancaire
La réforme Debré-Haberer réorganise le système bancaire français dans le sens d'une libération. Cela passe notamment par une déspécialisation bancaire, c'est-à-dire un décloisonnement des activités de dépôt et d'investissement. Alors que, depuis au moins 1945, les types de banques étaient cloisonnées (les banques d'investissement utilisant l'épargne à long terme, les banques commerciales à court terme), la réforme assouplit cette séparation. 
Les décrets du 25 janvier 1966 et du 29 décembre 1966 autorisent les banques de dépôts à recevoir et stocker des dépôts d'un terme de plus de deux ans. Le rôle des banques d'affaires est aussi revu. Elles peuvent collecter de l'épargne et gérer des dépôts de moins de deux ans.
Deux décrets de 1967 (2 juillet et 28 septembre) favorisent le développement des banques de crédit en organisant les conditions de crédit-bail et de crédit immobilier.

### Facilitation de l'investissement des banques dans l'économie
En 1945, les banques avaient été autorisées à investir dans les entreprises en prenant des participations allant jusqu'à 10 % du capital de celles-ci. La réforme Debré-Haberer relève ce plafond à 20 %.

### Libéralisation du fonctionnement des banques
La réforme permet aux banques d'ouvrir des guichets sans demander une autorisation préalable à l’État. 

## Postérité

### Renforcement de la compétitivité et libéralisation bancaire
La réforme Debré-Haberer est l'une des premières réformes visant à renforcer la compétitivité des banques françaises dans le cadre d'une concurrence internationale accrue. Elle est également l'une des premières réformes visant à libéraliser le système bancaire. Elle est considérée comme la « troisième révolution bancaire de la France ».
Elle est suivie de la réforme bancaire de 1984, qui supprime la typologie antérieure du secteur bancaire en trois grandes catégories (banques de dépôt ; banques d'affaires ; banques de crédit à moyen et long terme).

### Multiplication des guichets
Les guichets bancaires se multiplient après la réforme, passant de 5 800 (19 par banque) en 1969 à 9 300 (27 par banque) en 1974. Les banques s'ouvrent ainsi de plus en plus aux particuliers.

### Augmentation de l'investissement
La réforme Debré-Haberer permet l'accroissement de l'investissement des banques dans les entreprises.